# 2MASS J18082002−5104378
2MASS J18082002−5104378 (viết tắt J1808−5104) là một hệ thống sao đôi cực nghèo kim loại (UMP), trong chòm sao Thiên Đàn, khoảng 1.950 ly (600 pc)  từ Trái đất, và là một sao đôi quang phổ đơn (SB1). Đây là một trong những ngôi sao lâu đời nhất trong vũ trụ, khoảng 13,53 tỷ năm tuổi, có thể là một trong những ngôi sao đầu tiên, một ngôi sao được tạo ra gần như hoàn toàn từ các vật liệu được phát ra từ Big Bang. Một người bạn đồng hành vô hình nhỏ bé, một ngôi sao UMP có khối lượng thấp, đặc biệt khác thường.

## Hệ thống
J1808−5104 là một ngôi sao cực kỳ nghèo kim loại (UMP), một ngôi sao có tính kim loại [Fe/H] nhỏ hơn −4, 1/10.000 mức dưới ánh mặt trời. Nó là một sao đôi quang phổ đơn, với các biến thiên vận tốc hướng tâm trong các vạch hấp thụ quang phổ của nó được hiểu là chuyển động quỹ đạo của ngôi sao nhìn thấy được. Người bạn đồng hành là vô hình, nhưng suy ra từ quỹ đạo.
J1808−5104 là ngôi sao UMP sáng nhất, như một hệ thống sao đôi, được biết đến, và là một phần của "đĩa mỏng" của Dải Ngân hà, một phần của thiên hà nơi Mặt trời cư trú, nhưng khác thường đối với một ngôi sao nghèo và kim loại như vậy. Với 1353 tỷ năm tuổi, ngôi sao này là ngôi sao đĩa mỏng lâu đời nhất được biết đến và lớn hơn vài tỷ năm so với hầu hết các ước tính về tuổi của đĩa mỏng của Dải Ngân hà.

### Ngôi sao chính
Các thành phần chính của hệ thống sao đôi, 2MASS J18082002-5104378 A, là một sao gần mức khổng lồ, mát hơn Mặt Trời, nhưng lớn hơn và sáng hơn.

### Ngôi sao phụ
Người bạn đồng hành vô hình phụ, 2MASS J18082002−5104378 B, được cho là một sao lùn đỏ, có chu kỳ quỹ đạo P = 34757+0010
−0010 ngày và khối lượng 0.14 khối lượng Mặt Trời. Đây là ngôi sao UMP có khối lượng thấp đầu tiên được phát hiện và là một trong những ngôi sao lâu đời nhất trong vũ trụ, khoảng 13,53 tỷ năm tuổi, có thể là một trong những ngôi sao đầu tiên, một ngôi sao được làm gần như hoàn toàn bằng vật liệu phát ra từ Big Bang.